# Laurentius-Siemer-Gymnasium
Das Laurentius-Siemer-Gymnasium (kurz LSG) ist ein allgemeinbildendes Gymnasium in Ramsloh, dem zentralen Kirchspiel des Saterlandes. Es wurde 2011 von ca. 440 Schülern besucht.
Am gleichen Standort befindet sich das Schulzentrum Saterland.

## Geschichte
Vorgänger war die im Jahr 2004 eingerichteten Außenstelle des Albertus-Magnus-Gymnasiums Friesoythe. Es wurde für die Gemeinden Barßel und Saterland eingerichtet.
Im August 2007 wurde die Außenstelle in ein selbständiges, zweizügiges Gymnasium im Sekundarbereich I (Jahrgänge 5 bis 10) umgewandelt. Inzwischen ist das LSG in den Jahrgängen 5 bis 10 dreizügig, im Schuljahr 2014/15 war der Jahrgang 7 vierzügig.
Der Name leitet sich von Laurentius Siemer, einem römisch-katholischen Ordenspriester und Provinzial der Dominikaner im Widerstand gegen den Nationalsozialismus, her.

## Besonderheiten
Das LSG ist das einzige Gymnasium in Deutschland, an dem die saterfriesische Sprache gepflegt wird.
Die Online-Schülerzeitung laurentinews.de wurde mehrfach vom Nachrichtenmagazin Der Spiegel ausgezeichnet und erhielt im Jahr 2014 den Titel „Beste Online-Schülerzeitung Deutschlands“. Ebenfalls wurde laurentinews.de in den Jahren 2011–2016 vom Verband Niedersächsischer Jugendredakteure (VNJ) zur besten Online-Schülerzeitung Niedersachsens gekürt. Die Schülerzeitung erhielt zudem im Jahr 2014 den Heinrich-Kalkhoff-Preis und bekam im Jahr 2015 die Ehrenmedaille der Gemeinde Saterland verliehen. Im Jahr 2016 zeichnete die Axel-Springer-Akademie laurentinews.de als beste crossmediale Schülerzeitung Deutschlands aus.